# Шарлик (Шарлицький район)
Шарли́к (рос. Шарлык) — село, адміністративний центр Шарлицького району Оренбурзької області, Росія.

## Населення
Населення — 7575 осіб (2010; 8117 у 2002).
Національний склад (станом на 2002 рік):
- росіяни — 89 %